# David Holmes (Schauspieler)
David Holmes (* 1. Dezember 1983) ist ein britischer Schauspieler und Stuntman.

## Leben
Holmes war das Stunt-Double für Daniel Radcliffe in der Rolle des Harry Potter in den ersten sechs Verfilmungen von Harry Potter.
Holmes wurde außerdem im Abspann des ersten Films der Serie, Harry Potter und der Stein der Weisen (2001), versehentlich für die Rolle von Adrian Pucey genannt, Pucey wurde aber tatsächlich von Scott Fearn gespielt.
Bei Proben zum Film Harry Potter und die Heiligtümer des Todes: Teil 1 im Januar 2009 misslang einer seiner Stunts, wodurch seine Wirbelsäule geschädigt wurde.
Er hoffte zwar, weiterarbeiten zu können, doch wurde seitdem berichtet, dass Holmes gelähmt und auf einen Rollstuhl angewiesen sei.
Holmes wurde später Moderator im Podcast Cunning Stunts, in dem Filmstunts thematisiert werden. Auch Daniel Radcliffe war darin zu Gast. Am 15. November 2023 wurde der von Dan Hartley produzierte Dokumentarfilm David Holmes: Der Junge, der überlebt hat (David Holmes: The Boy Who Lived) auf HBO veröffentlicht, der von Holmes und seinem Unfall handelt.